# Jorden kalder
|  | Denne artikel er oprettet af botten Steenthbot ud fra en ekstern database. Den kan derfor have sproglige fejl eller mangler. Denne skabelon kan fjernes efter kontrol af indholdet. |

Jorden kalder er en dansk kortfilm fra 2021 instrueret af Thor Zing.

## Handling
Jorden Kalder er en personlig fortælling om Louie, der efter en bytur i København får et mentalt
sammenbrud og vågner op på psykiatrisk akut. Han har før mistet kontrollen, men denne gang gider
kæresten Ville ham ikke mere. Louie nægter at opgive forholdet og skynder sig hjem til hende. Dette bliver
starten på en indre rejse domineret af trods, tømmermænd og dårlige beslutninger.